# Tetsuo Sugamata
Tetsuo Sugamata (菅又 哲男, Sugamata Tetsuo, Utsunomiya, 29 november 1957) is een Japans voormalig voetballer die als verdediger speelde.

## Clubcarrière
In 1976 ging Sugamata naar de Hosei University, waar hij in het schoolteam voetbalde. Nadat hij in 1980 afstudeerde, ging Sugamata spelen voor Hitachi. Sugamata beëindigde zijn spelersloopbaan in 1987.

## Interlandcarrière
Tetsuo Sugamata debuteerde in 1978 in het Japans nationaal elftal en speelde 23 interlands.

## Statistieken
| Japans voetbalelftal | Japans voetbalelftal | Japans voetbalelftal |
| Jaar                 | Wed.                 | Dlp.                 |
| -------------------- | -------------------- | -------------------- |
| 1978                 | 1                    | 0                    |
| 1979                 | 0                    | 0                    |
| 1980                 | 7                    | 0                    |
| 1981                 | 3                    | 0                    |
| 1982                 | 6                    | 0                    |
| 1983                 | 5                    | 0                    |
| 1984                 | 1                    | 0                    |
| Totaal               | 23                   | 0                    |